# Nozières (Ardèche)
Nozières  ist eine französische Gemeinde mit 240 Einwohnern (Stand 1. Januar 2022) im Département Ardèche in der Region Auvergne-Rhône-Alpes. 

## Geografie
Nozières liegt in den östlichen Ausläufern des Zentralmassivs, nördlich von Lamastre.

## Bevölkerungsentwicklung
Die Bevölkerung von Nozières erreichte um 1880 ein Maximum von etwa 1500 Einwohnern und nahm im Verlauf des 20. Jahrhunderts nahezu kontinuierlich ab auf nur noch rund 250 Einwohner. Seit dem Jahr 2000 blieb die Bevölkerungszahl auf diesem Niveau stabil mit leichten Schwankungen.